# Portobello (Edimburgo)

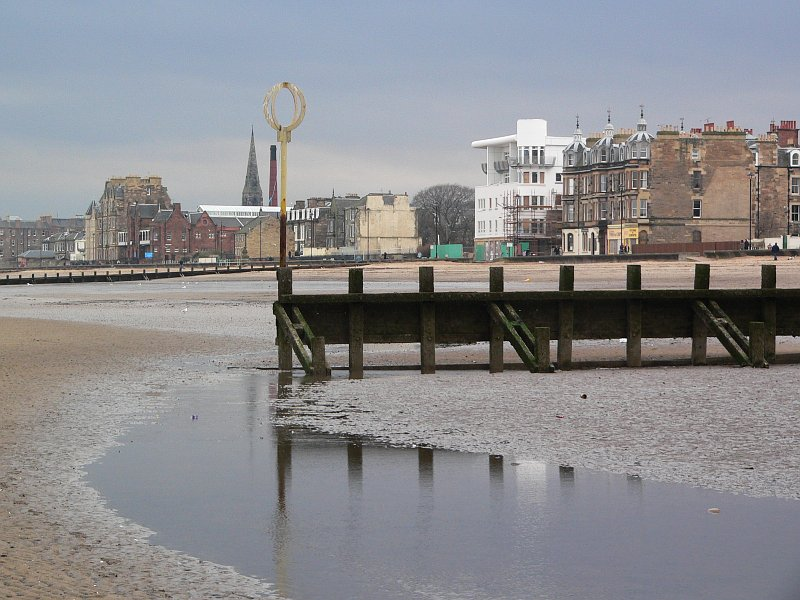
Spiaggia di Portobello

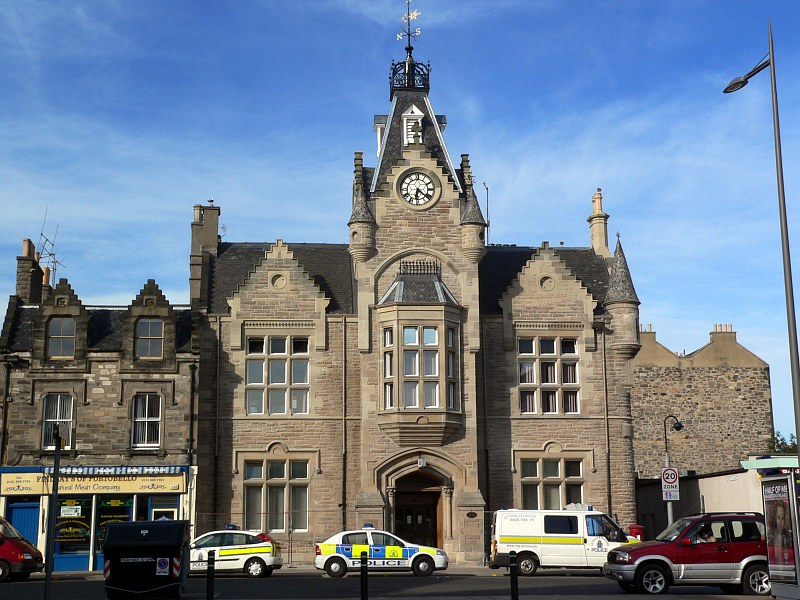
Stazione di polizia di Portobello

Portobello è un sobborgo costiero di Edimburgo (Scozia), una volta famoso come luogo di stabilimenti balneari, lungo 3 miglia (5 km) a est del centro della città che affaccia di fronte al Firth of Forth.
Sebbene storicamente facesse città a sé, ed è anche vista così dai suoi abitanti, ora è un sobborgo residenziale di Edimburgo, con un passeggiata e un'ampia spiaggia.
È situato tra i sobborghi di Joppa e Craigentinny.

## Etimologia
Quando, nel 1742, venne costruito un cottage in quella che oggi è la via High street (vicino all'incrocio che oggi è Brighton Place) da un marinaio di nome George Hamilton, che servì l'ammiraglio Edward Vernon nel 1739 durante la presa di Portobelo a Panama, e che chiamò Porto Bello, in onore di quella vittoria.
Dal 1753 vennero costruite altre case attorno, mentre il cottage rimase intatto fino al 1851, divenendo un'osteria per i viaggiatori appiedati e divenendo conosciuto come Shepherd's Ha.

## Trasporti
Portobello è servita da Lothian Buses, che fornisce 11 linee di autobus:
X15
Meadowmill Sports Centre – Strawberry Corner – Musselburgh – Portobello Town Hall – Princes Street -Tollcross – Morningside Station – Bush – Penicuik (Deanburn)
19
Wakefield Avenue – Lochend – Princes Street – West End – Western General – Pilton – Granton
21
Royal Infirmary – Niddrie – Portobello – Leith – Ferry Road – Davidson Mains – Clermiston – Broomhouse – Gyle Centre/Clovenstone
26
Clerwood – Corstorphine – Haymarket – Princess Street – Portobello –  Musselburgh – Prestonpans – Seton Sands/Tranent
X26
Port Seton – Prestonpans – Musselburgh – Portobello – Regent Road – Princess Street – Balgreen – Broomhouse – Gyle Centre
42
Portobello – Duddingston – Craigmillar – Causewayside – Edinburgh University – Fredrick Street – Stockbridge – Craigleith – Blackhall – Drylaw – Davidson Mains
45
Riccarton – Hermiston Park & Ride – Currie – Colinton – Firhill – Craiglockheart – Bruntsfield – North Bridge – Portobello – Eastfield – QMU
49
Rosewell – Bonnyrigg – Dalkeith – Sheriffhall – Royal Infirmary – Newington – Leith – Lochend – Portobello – ASDA
69
Portobello Town Hall – Piershill – Northfield – Willowbrae – Lady Nairne – Duddingston Crossroads
124
Semple Street - Princess Street - Meadowbank - Portobello - Eastfield - Musselburgh - Wallyford Park and Ride - Prestonpans - Longniddry - Aberlady - Gullene - Direlton - North Berwick
N26
Clerwood – Haymarket – Princes Street – Meadowbank – Portobello – Musselburgh – Prestonpans – Port Seton – Seton Sands